# Михайлов, Анатолий Николаевич
Анатолий Николаевич Михайлов (род. 3 ноября 1936, деревня Индыково) — советский и белорусский учёный в области медицины, доктор медицинских наук (1974), академик НАН Беларуси.

## Биография
Родился 3.11.1936.в с. Индыково Витебского уезда Бабиничской волости в семье крестьян. Отец призван в ряды РККА в 1939 г., пропал без вести на Халхин-Голе. После школы поступал в МГИМО, не принят в связи с нахождением во время ВОВ на оккупированных территориях.
В 1961 г. окончил Витебский медицинский институт, работал заместителем главного врача Ивановской районной больнице Брестской обл., врачом-эпидемиологом Березинской райбольницы, врачом-рентгенологом больницы в Гомеле. С 1966 г. в Белорусском государственном институте усовершенствования врачей — аспирант, ассистент, заведующий кафедрой рентгенологии и лучевой диагностики.

## Научные труды
Автор 200 научных работ, 15 монографий, в том числе: «Рентгенодиагностический атлас», «Рентгеносемиотика болезней человека» и др. Член Европейской ассоциации радиологов и лучевых диагностов.

## Награды и звания
- Медаль Франциска Скорины (10 сентября 2021)[1]
- Золотая медаль Международного биографического центра (Кембридж, Англия, 1997),
- Лауреат Государственной премии Республики Беларусь (1992),
- вошел в число выдающихся мировых лидеров науки (Американский биографический институт, США, 1997).